# 佩特魯夫卡河
49°54′41″N 18°28′44″E / 49.91139°N 18.47889°E

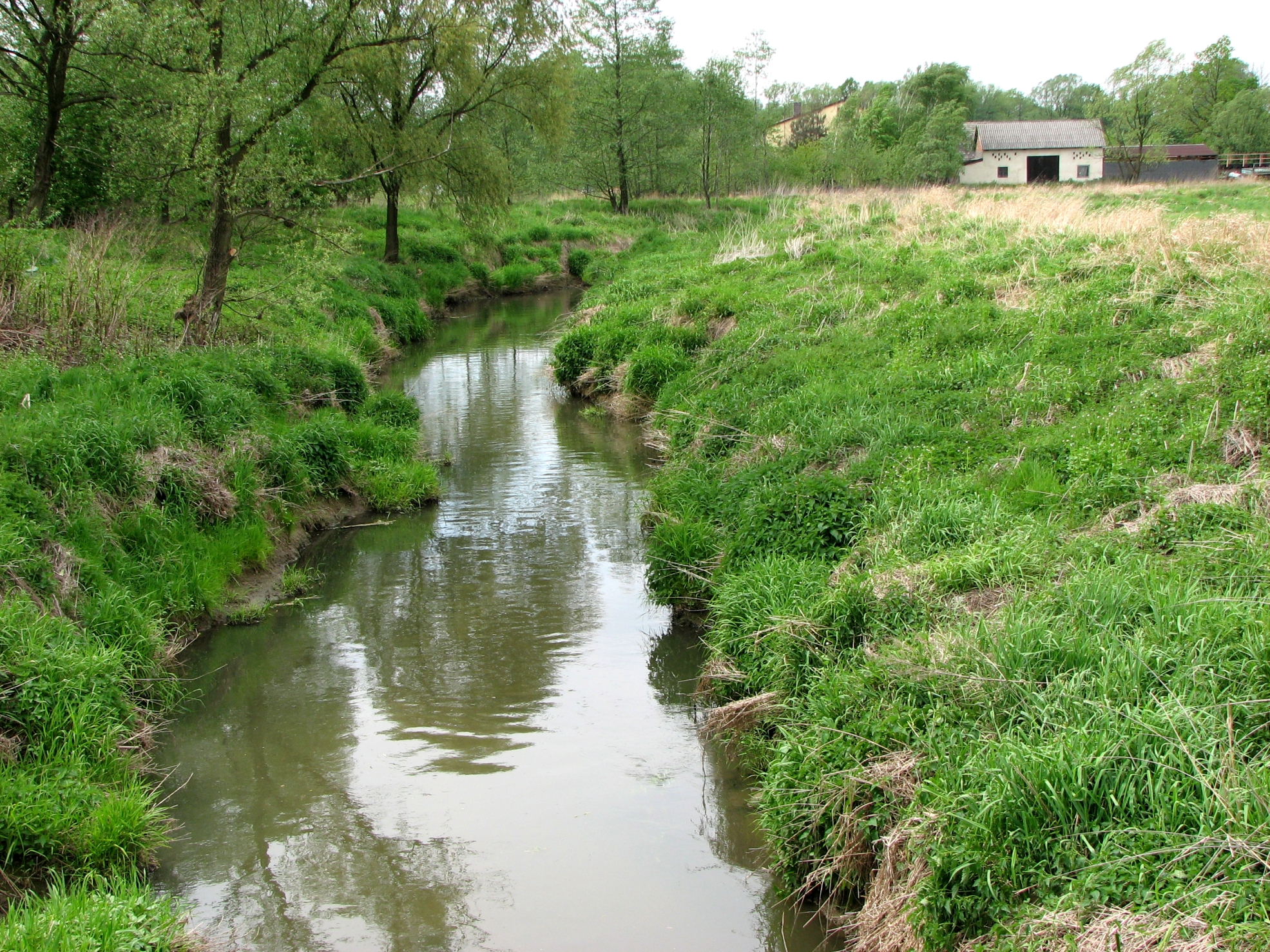

佩特魯夫卡河是東歐的河流，流經捷克和波蘭，屬於奧爾扎河的右支流，發源自切申以北，河道全長31公里，流域面積147平方公里。